# Richterhaus (Solingen)

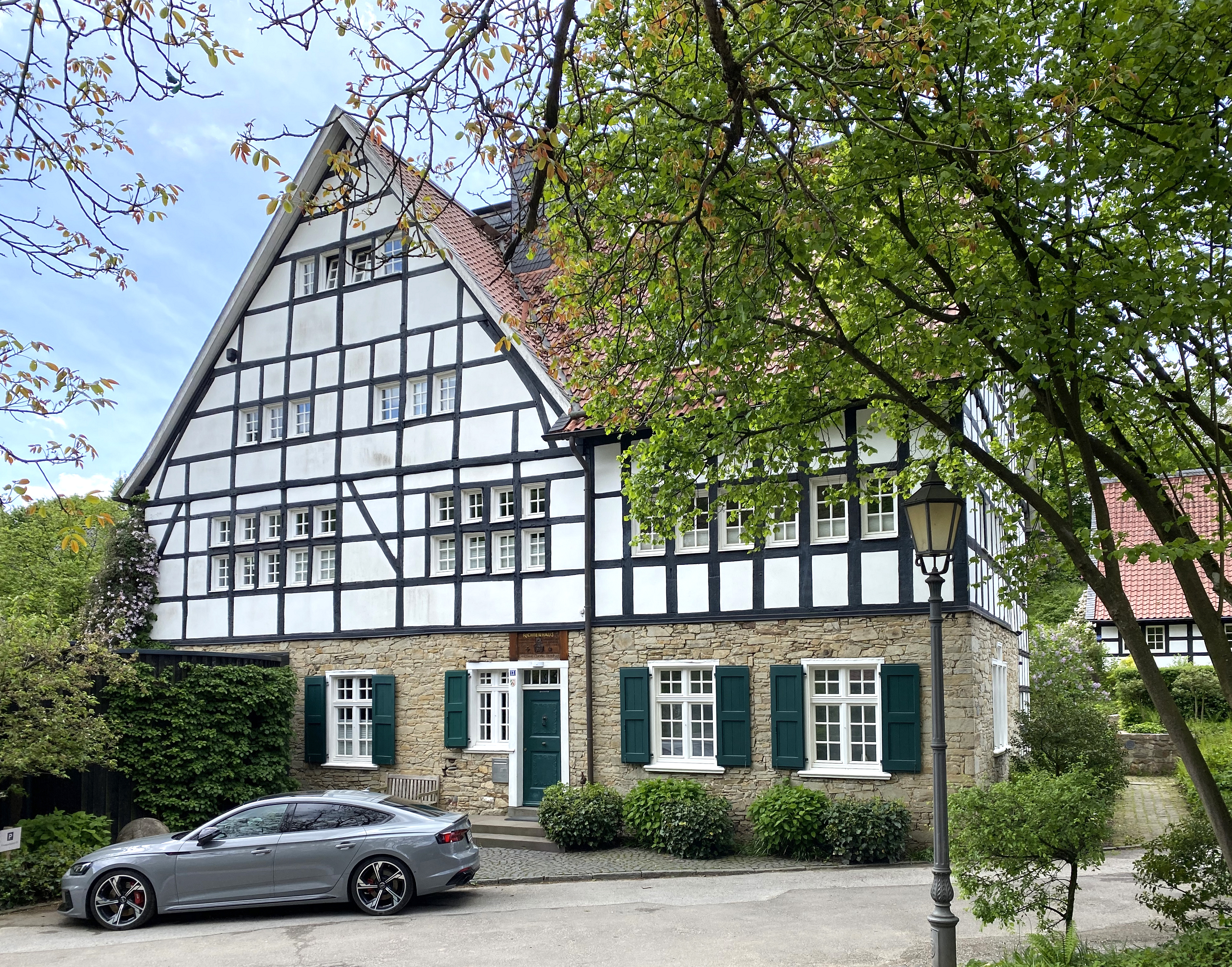
Richterhaus (2021)

Das Richterhaus ist ein historisches Fachwerkhaus in der bergischen Großstadt Solingen. 

## Lage
Das Gebäude befindet sich im Solinger Stadtteil Merscheid abseits der geschlossenen städtischen Bebauung in der Hofschaft Dahl, die im Talgrund des Viehbachtals liegt. Dort befindet es sich zentral inmitten der Hofschaft und bildet mit dem benachbarten Schöffenhaus ein sehenswertes Ensemble. 

## Geschichte und Architektur

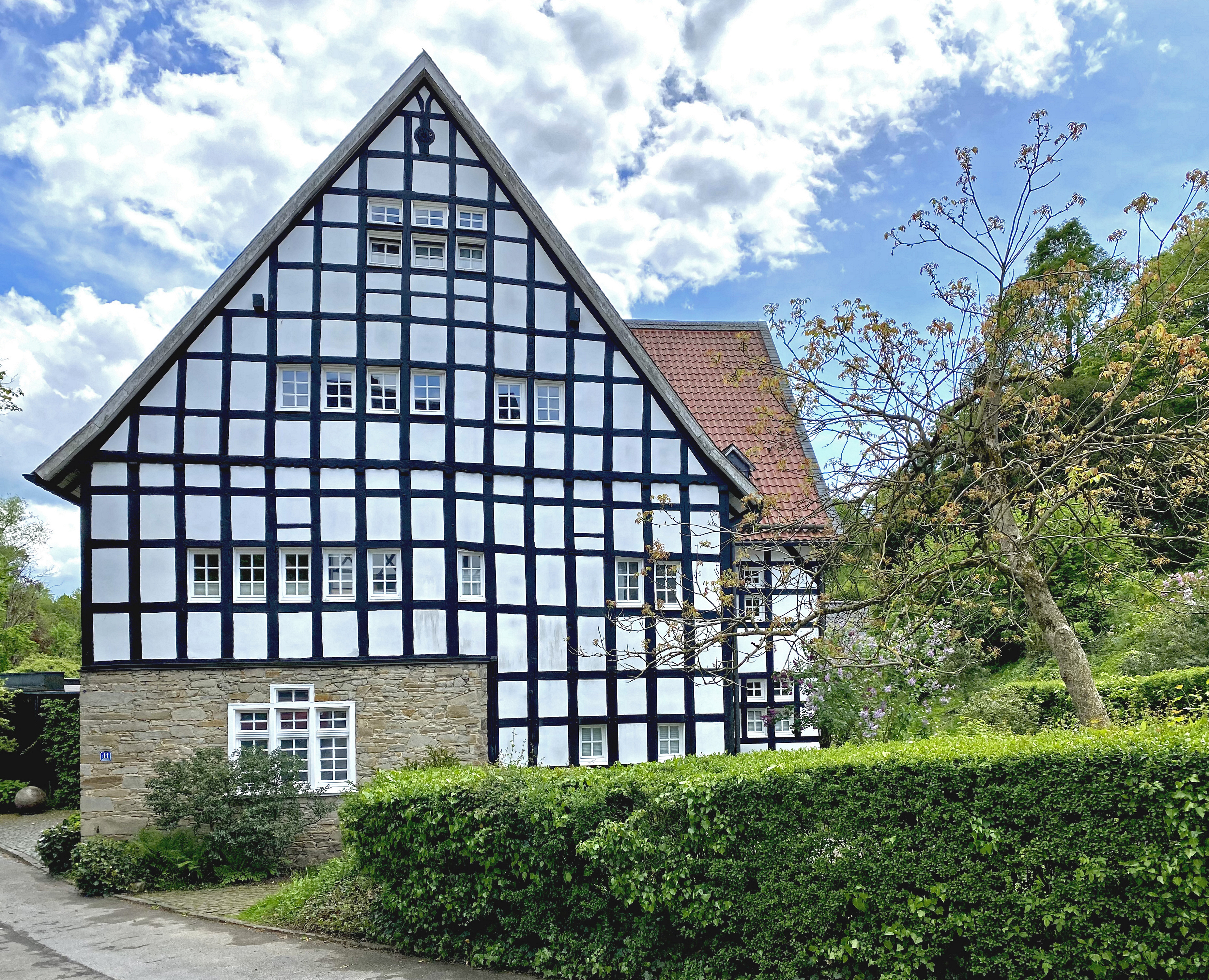
Giebelseite (2021)

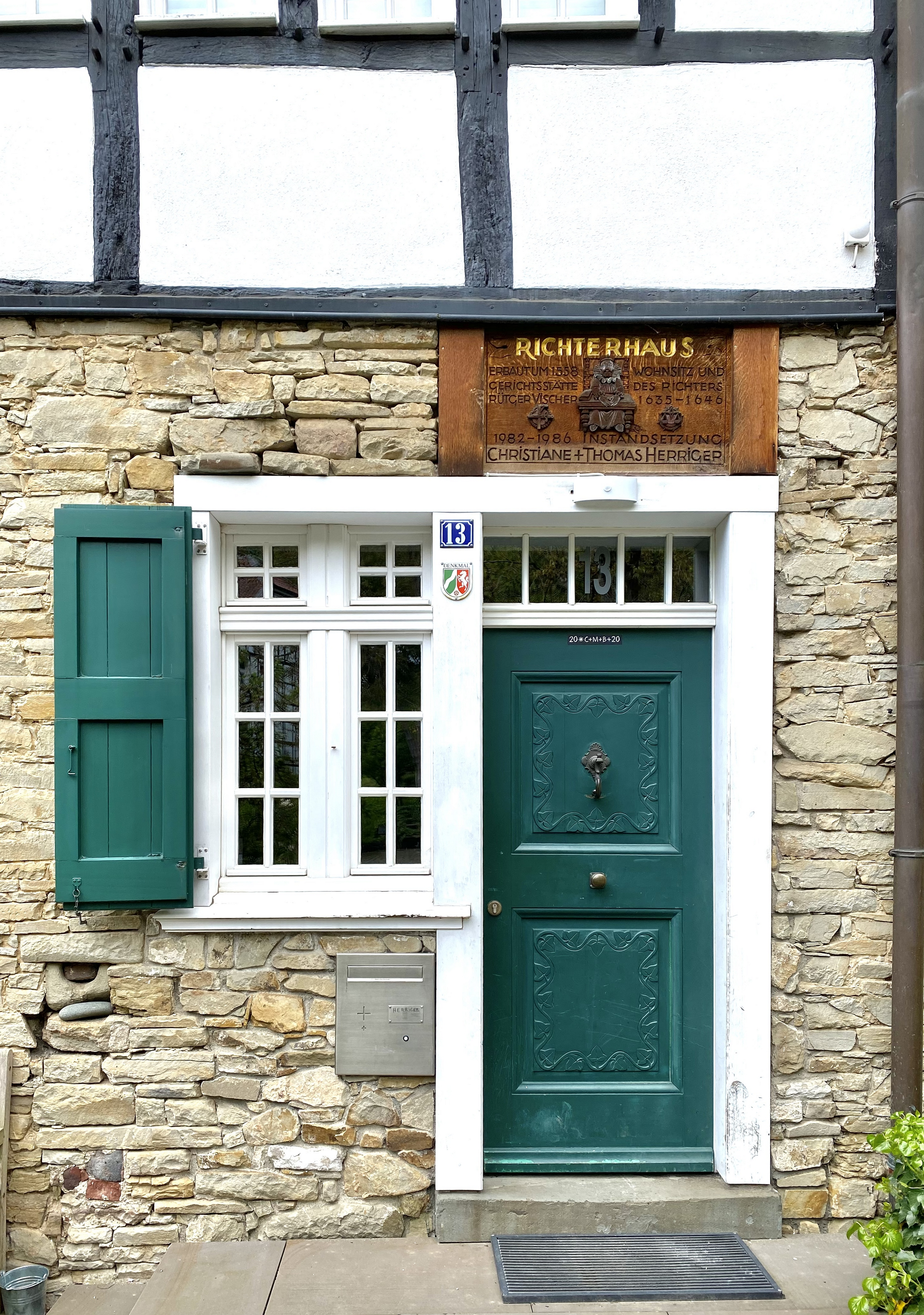
Haustür (2021)

Das Richterhaus wurde Anfang des 17. Jahrhunderts in der Hofschaft Dahl errichtet, die seit dem 14. Jahrhundert nachweisbar ist. Eine dendrochronologische Untersuchung wies auf eine Erbauung vor 1615 hin, womit es zu den ältesten erhaltenen Wohngebäuden in Solingen zählt. Erstmals erwähnt wird es in einer Urkunde aus dem Jahre 1654, in der es als Richter Vischer Hof bezeichnet wird. Dieser Richter Rütger Vischer bewohnte das Gebäude zu Zeiten des Dreißigjährigen Kriegs, wodurch es auch seinen bis heute erhaltenen Namen erhielt.
Das große zweigeschossige Fachwerkgebäude besteht im Erdgeschoss aus Natursteinmauerwerk, wobei die Wände eine Dicke bis zu 70 cm aufweisen. Das Fachwerk zeichnet sich durch ein enges System aus Stützen und Riegeln aus. Diese im Bergischen Land unübliche Bauweise ähnelt eher dem fränkischen Bürgerhaus an Rhein und Mosel.
In der Zeit nach dem Zweiten Weltkrieg verfiel das Gebäude. Im Jahre 1976 erwarb es die Stadt Solingen, mit dem Ziel, es zugunsten einer neuen Straßenverbindung durch das Viehbachtal abzureißen. Aufgrund von Widerständen in der Bevölkerung scheiterte das Vorhaben jedoch. Der Solinger Unternehmer Thomas Herriger erwarb das zum Schandfleck verkommene Richterhaus im Jahre 1982 und sanierte es bis 1986 denkmalgerecht. Am 13. Februar 1984 war es als Baudenkmal unter der laufenden Nummer 26 in die Solinger Denkmalliste eingetragen worden. Die gesamte Hofschaft Dahl wurde zudem 1990 als Denkmalbereich ausgewiesen.
Für die denkmalgerechte Sanierung des Richterhauses erhielt Herriger im Jahre 1990 eine Verdiensturkunde der Organisation Europa Nostra verliehen.